# Šmartno pri Litiji
Šmartno pri Litiji (em alemão:  St. Martin bei Littai) é um município da Eslovênia. A sede do município fica na localidade de mesmo nome.